# Timbres du Canada 2007
Cet article recense les timbres du Canada émis en 2007 par Postes Canada.
| Sommaire    | Sommaire | Sommaire | Sommaire |
| ----------- | -------- | -------- | -------- |
| Janvier     | Février  | Mars     | Avril    |
| Mai         | Juin     | Juillet  | Août     |
| Septembre   | Octobre  | Novembre | Décembre |
| Généralités | Légende  | Sources  |          |

## Généralités
Les émissions portent la mention « Canada » et une valeur faciale libellée en cent, subdivision du dollar canadien (CAD). Il n'y a pas de mention de l'année et des artistes sur le timbre ; ces informations sont reprises sur les marges des feuilles.
Si une légende apparaît sur le timbre, elle est systématiquement réalisée pour être comprise par les anglophones et les francophones : soit elle est limitée au nom du personnage ou du lieu, soit elle est traduite dans les deux langues.

### Tarifs

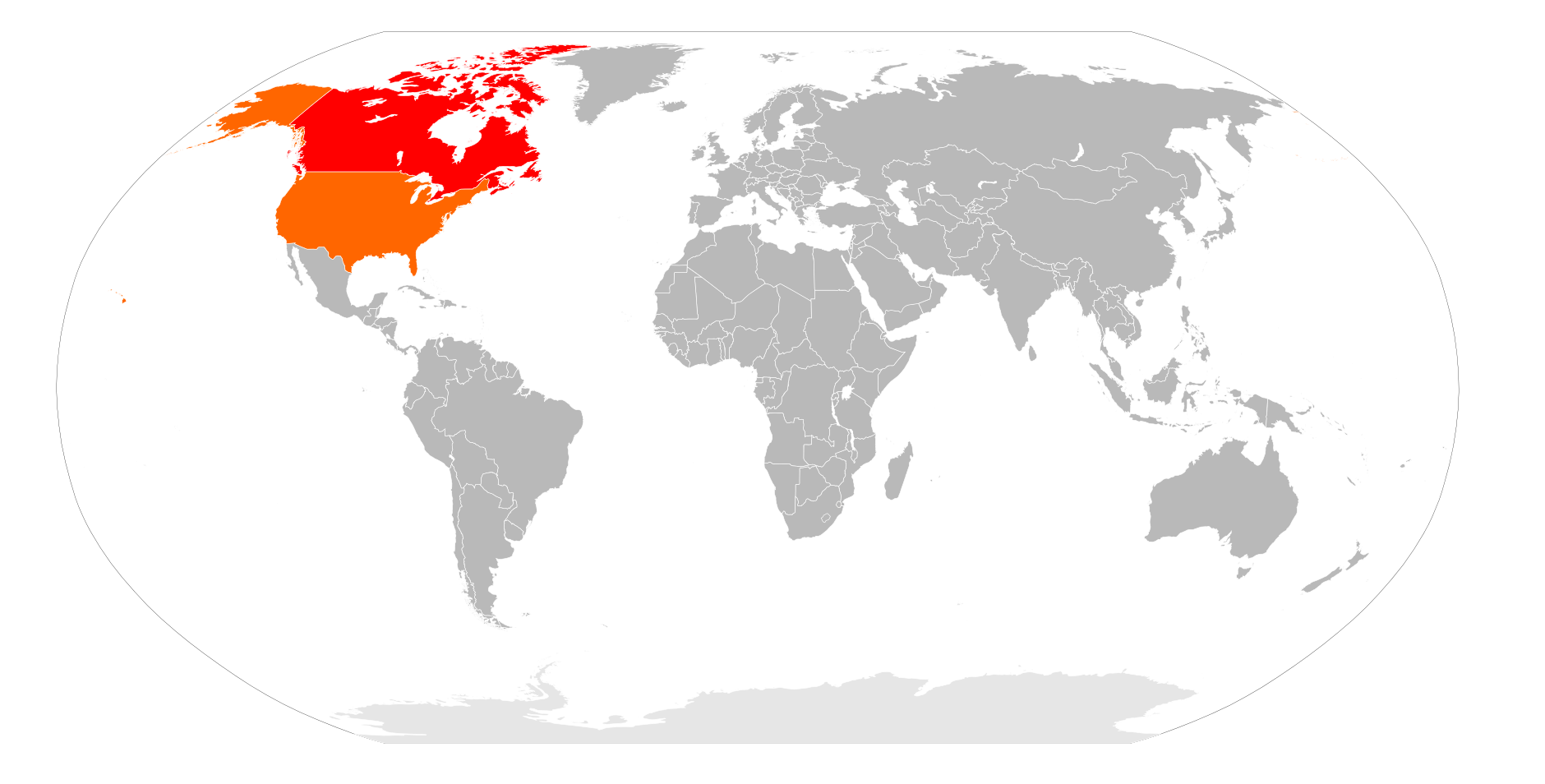
Zones tarifaires de Postes Canada. En rouge, le régime intérieur pour le territoire canadien. En orange, les tarifs pour le courrier à destination des États-Unis se distinguent du régime international (en gris).

Les tarifs en vigueur sont ceux en vigueur le 16 janvier 2007,. Il différencie deux types de courrier : les envois standards respectant des dimensions maximales, et des envois surdimensionnés dont l'expédition coûte environ le double du tarif standard. 
Pour le tarif intérieur de la lettre standard de moins de 30 grammes, Postes Canada décide de tolérer en 2007 les affranchissements de 51 cents au lieu de 52 cents. Cette décision permet d'économiser l'impression et le stockage de timbres d'un cent.
Voici les tarifs réalisables à l'aide d'un timbre ou d'un carnet émis en 2007 :
Tarif intérieur :
- 0,52 CAD ou « P » : lettre standard de moins de 30 grammes.
- 0,93 CAD : lettre standard de 31 à 50 grammes.

Tarif pour l'étranger :
- 0,93 CAD : lettre standard de moins de 30 grammes pour les États-Unis.
- 1,55 CAD : lettre standard de moins de 30 grammes pour le monde entier.

Le 27 décembre, les timbres de la série Fleurs d'usage courant portent des valeurs correspondant à l'augmentation des tarifs postaux du 14 janvier 2008 :
Tarif intérieur :
- 0,52 CAD ou « P » : lettre standard de moins de 30 grammes.
- 0,96 CAD : lettre standard de 31 à 50 grammes.
- 1,15 CAD : lettre non standardisé de moins de 100 grammes.

Tarif pour l'étranger :
- 0,96 CAD : lettre standard de moins de 30 grammes pour les États-Unis.
- 1,15 CAD : lettre standard de 30 à 50 grammes pour les États-Unis.
- 1,60 CAD : lettre standard de moins de 30 grammes pour le monde entier.

## Légende
Pour chaque timbre, le texte rapporte les informations suivantes :
- date d'émission, valeur faciale et description,
- formes de vente,
- artistes concepteurs et genèse du projet,
- manifestation premier jour,
- date de retrait, tirage et chiffres de vente,

ainsi que les informations utiles pour une émission donnée.

## Janvier

### Année du cochon
Le 5 janvier, dans le cadre de la série annuelle pour le Nouvel An chinois en cours depuis 1997, sont émis un timbre de 0,52 dollar et un bloc d'un timbre de 1,55 dollar sur le cochon (Year of the Pig), signe astrologique de l'année à venir débutant le 18 février 2007 et finissant le 6 février 2008. L'illustration s'inspire d'une version de la légende sur le choix des douze animaux et de leur ordre par l'Empereur de jade : le cochon ayant mangé et dormi en route, il franchit en dernier la rivière dont l'ordre de traversée devait donner l'ordre des signes astrologiques. Le cochon gambadant approche donc sur les timbres de l'Empereur de Jade : sur le 52 cents (cochon rose, fond orange foncé et clair), il s'approche de la rivière, qu'il a fini de traverser sur le 1,55 dollar (cochon rouge, fond vert foncé et clair). Sur les deux timbres, le corps du cochon est décoré de fleurs et s'inspire de la technique de l'émail cloisonné.
Les timbres de 4,8 × 2,6 cm sont l'œuvre de John Belisle et Kosta Tsetsekas de l'agence Signals Design de Vancouver. Trois modes d'impression réalisés par The Lowe-Martin Group sont combinés : lithographie, estampage et gaufrage. Le 52 cents est conditionné en feuille de vingt-cinq timbres. Le 1,55 dollar est vendu sous forme d'un bloc reprenant l'illustration non dentelé et sans valeur faciale du 52 cents ; ces blocs sont également imprimés en feuille de douze.
Le cachet premier jour est daté de Toronto, en Ontario.
Le retrait de la vente a lieu le 4 janvier 2008. Le tirage initial est de 8 millions de timbres de 52 cents et 700 000 bloc de 1,55 dollar. 15 000 planches non coupées de douze blocs sont tirées et vendues 26,95 dollars pour 18,6 dollars de faciale : ces planches comprennent la légende qui a inspiré les timbres en anglais, chinois et français.

### Célébrations
Le 15 janvier, est émis un carnet de six timbres autocollants de 0,52 dollar. Sur le thème des célébrations qu'une invitation envoyée par la poste peut annoncer, l'illustration présente un lancer de confettis et de rubans colorés, sur fond saumon clair.
Le timbre de 3,6 × 2,8 cm est dessiné par Karen Smith de l'agence Trivium Design Inc. Il est imprimé par The Lowe-Martin Group en lithographie en carnet de six exemplaires autocollants, sans dentelure latérale et avec une dentelure ondulée en haut et en bas pour aider au décollement du support.
Le cachet premier jour est daté d'Ottawa, la capitale fédérale.
Il est retiré de la vente le 14 janvier 2008. 

## Février

### Année polaire internationale
Le 12 février, est émis un diptyque à l'occasion de l'Année polaire internationale (API, International Polar Year) qui doit voir plusieurs expéditions scientifiques se coordonner en Arctique et en Antarctique. Les deux timbres de 52 cents présentent chacun, sur fond noir, une espèce animale arctique : à gauche, un eider mâle à tête grise (Somateria spectabilis), espèce dont les migrations vont être étudiées pendant l'API, et à droite, une Crossota millsaeare, espèce de méduse découverte récemment dans les eaux arctiques. Elle est représentée à l'échelle réelle sur le timbre qui mesure 4 cm de long sur 3 de haut. La dentelure centrale du diptyque comprend un trou en forme de feuille d'érable, deuxième utilisation en date après celle du diptyque émis le 13 octobre 2005 pour l'émission conjointe avec la République populaire de Chine sur les grands félins.
Les photographies sont mises en page par l'agence q30 design. Les timbres de 4 × 3 cm chacun sont imprimés en lithographie par The Lowe-Martin Group. Les conditionnements sont : un bloc-feuillet contenant un diptyque et illustré d'information sur la fonte des glaces de l'Arctique ; une feuille de seize diptyques répartis en deux colonnes de huit séparés par un interpanneau ; et cette feuille avec huit demi-diptyques de part et d'autre de l'interpanneau.
L'émission sous la forme d'un bloc-feuillet est celle employée pour l'émission conjointe à l'occasion de l'Année polaire internationale 2007-2008 : outre le Canada, y participent le Danemark, les États-Unis, la Finlande, le Groenland, l'Islande, la Norvège et la Suède.
La manifestation premier jour est daté de Igloolik, au Nunavut.
La date de retrait est le 11 février 2008. 

## Mars

### Lilas
Le 1er mars, sont émis deux timbres autocollants de 52 cents représentant deux espèces de « lilas » à l'approche du printemps. Aux fleurs blanches photographiées sur un fond violet, un lilas commun Syringa vulgaris « Princess Alexandra », qui reçut ce nom à la fin du XIXe siècle de l'horticulteur canadien James Dougall, d'après le prénom de l'épouse du prince de Galles Édouard VII. Sur le deuxième timbre, aux fleurs mauves sur fond vert, un Syringa x prestoniae « Isabella » créé par Isabella Preston en 1927 en hybridant deux espèces sauvages chinoises, le Syringa komarowii subspecies reflexa et le Syringa villosa. Il a la particularité d'avoir une floraison tardive, pendant la seconde moitié du printemps.
Les fleurs ont été cultivées par la Ferme expérimentale centrale d'Ottawa, et photographiées en pleine floraison et à la lumière du soleil par Isabelle Toussaint. Les timbres sont des quadrilatères, dont les côtés inférieur et supérieur sont arrondis vers l'extérieur ; ils mesurent 3,4 cm de long et 2,56 cm dans la plus grande hauteur. Ils sont imprimés en lithographie, avec utilisation de vernis, par la Canadian Bank Note Company. Les deux conditionnements sont un bloc illustré de deux timbres et un carnet de dix timbres (cinq de chaque type).
Le cachet premier jour est daté de Cornwall, en Ontario.
Le retrait de la vente a lieu le 29 février 2008. 

### HEC Montréal 1907-2007
Le 12 mars, est émis un timbre commémoratif de 52 cents pour le centenaire de l'École des hautes études commerciales de Montréal, au Québec, qui fut la première école de gestion fondée au Canada. Le timbre reproduit une photographie de la façade du bâtiment originel de cette école, dans le square Viger, avec en dessous son blason. Dépassant de l'écu, l'attribut de Mercure, le caducée à droite pour rappeler le commerce fait face à un symbole des études le flambeau à gauche ; entre les deux, au milieu, un livre ouvert est posé sur l'écu. Celui-ci est bleu bordé d'or, contenant un globe terrestre dont l'équateur est d'argent, et sur lequel vogue un navire en direction du soleil levant. Le bateau incarne un pays jeune se dirigeant vers la lumière du progrès dans un monde de commerce.
La photographie de Guy Lavigueur est mise en page sur un timbre de Denis L'Allier (qui a notamment ôté de l'image le mobilier urbain). Ce timbre de 3,6 × 4,5 cm est imprimé en lithographie en un carnet de huit timbres par The Lowe-Martin Group.
L'oblitération premier jour est disponible à Montréal et représente un mortier, le chapeau des étudiants et des universitaires.
Le retrait de la vente a lieu le 11 mars 2008. 

### Art Canada: Mary Pratt
Le 15 mars, dans la série artistique Art Canada, sont émis deux timbres reproduisant des œuvres de Mary Pratt, peintre réaliste spécialisée dans la nature morte, et jouant avec la représentation de la lumière et généralement la vie domestique. Sur le 0,52 CAD, Jelly Shelf présente ainsi des pots de gelée posés sur une table ; le photoréalisme est dû à un travail de masquage des coups de pinceaux. Le 1,15 dollar reproduit Iceberg in the North Atlantic (iceberg dans l'Atlantique Nord).
Les tableaux de Mary Pratt sont mis en page sur un fond blanc par Hélène L'Heureux sur un timbre gommé de 5,0325 × 4 cm pour le 0,52 CAD. « Jelly Shelf » est imprimé en lithographie en feuille de seize exemplaires par la Canadian Bank Note Company. Un bloc gommé imprimé en lithographie également reprend les deux reproductions.
Le cachet premier est disponible à Saint-Jean, en Terre-Neuve-et-Labrador.
Le retrait a lieu le 14 mars 2008. 

## Avril

### Université de la Saskatchewan
Le 3 avril, est émis un carnet de huit timbres autocollants pour le centenaire de l'Université de la Saskatchewan (University of Saskatchewan), installée à Saskatoon, dans la province de la Saskatchewan. Le 3 avril 1907, la loi créant l'université reçoit la sanction royale. L'illustration de ce timbre est identique au timbre du centenaire d'HEC Montréal, émis en mars 2007 : un ciel aux couleurs de l'université (vert et or), la photographie de la façade du bâtiment College de style collégial gothique, et le blason. Vert, il porte en son centre un livre ouvert entouré de trois gerbes de blé ; sur les pages du livre, la devise DEO ET PATRIÆ (Pour Dieu et la Patrie) est inscrite.
La photographie de la façade est signée Guy Lavigneur, et est mise en page par Denis L'Allier pour créer un timbre de 3,6 × 4,5 cm imprimé en lithographie par The Lowe-Martin Group.
L'oblitération premier jour est disponible à Saskatoon et représente un mortier, le chapeau des étudiants et des universitaires.
Le retrait de la vente a lieu le 2 avril 2008. 

## Mai

### Ottawa 1857-2007
Le 3 mai, a lieu une émission pour le 150e anniversaire du choix d'Ottawa par la reine Victoria comme capitale de la province du Canada, le 31 décembre 1857. L'illustration commune aux timbres superpose une photographie actuelle du Parlement du Canada sur une gravure orange d'une course fluviale entre bûcherons en 1860, réalisé par G.H. Andrews. Le timbre de 1,52 CAD se distingue du 0,52 CAD par un gaufrage et l'utilisation de la couleur dorée pour certains éléments de l'illustration.
Le timbre de 52 cents est vendu sous la forme d'un carnet de huit timbres autocollants de 52 cents avec une dentelure ondulée sur les côtés supérieur et inférieur. Le bloc gommé comprend un exemplaire du 0,52 dollar et d'un timbre de 1,52 dollar.
La gravure de G.H. Andrews est extraite d'un numéro de 1860 de l'Illustrated London News. La photographie du Parlement est réalisée par John McQuarrie. Les timbres de 5,8 × 3,2 cm sont imprimés en lithographie par The Lowe-Martin Group. Le bloc est illustré d'une photographie de Clive Branson.
Le cachet premier jour a lieu à Ottawa.
La vente de la série dure jusqu'au 2 mai 2008. Le tirage est de 300 000 blocs.

### Institut royal d'architecture du Canada
Le 9 mai, est émis un bloc de huit timbres de 0,52 dollar (deux exemplaires de quatre types différents) pour le centenaire de l'Institut royal d'architecture du Canada (RAIC en anglais). Quatre bâtiments ont été choisis, construits par quatre architectes récompensés par la médaille d'or de l'Institut et membre de l'Ordre du Canada. Il s'agit de l'église St. Mary par Douglas Cardinal en 1969, de l'Université de Lethbridge d'Arthur Erickson de 1971, du Centre des sciences de l'Ontario de Raymond Moriyama de 1969 et du Musée des beaux-arts du Canada de Moshe Safdie réalisé en 1988. Deux rangées verticales de vignettes complètent les timbres : se-tenant à la colonne de timbres de gauche, des dessins présentant un autre aspect de la construction ; la colonne de droite reproduit les photographies des quatre architectes.
Les photographies sont mises en page par Ivan Novotny de l'agence Taylor/Sprules Corporation. Les timbres mesurent 5,2 × 3,2 cm et sont imprimés en lithographie par Lowe-Martin.
Le cachet premier jour est disponible à Ottawa.
Le retrait de la vente a lieu le 8 mai 2008. 

## Juin

### Capitaine Vancouver 1757-2007
Le 22 juin, est émis un timbre de 1,55 dollar pour le 250e anniversaire de la naissance du capitaine George Vancouver (« Capt[ain] Vancouver »). Explorateur britannique de l'océan Pacifique et des côtes environnantes, il entama sa carrière à 16 ans dans l'équipage de la seconde expédition de James Cook. Le personnage est dessiné de dos, observant depuis son navire un horizon d'îles. Sur la droite, est reproduite sa signature sur le bord d'une carte reconnaissable aux latitudes graduées de 6 à 50 degrés vers le nord. 
Le timbre de 2,6 × 4 cm est dessiné par Niko Potton de l'agence Fleming Design. La signature est extraite d'un document conservé aux Archives de la Colombie-Britannique. Il est imprimé en lithographie avec un gaufrage par Lowe-Martin. Le timbre est conditionné en feuille de huit timbres égrennables ou en un bloc illustré d'un exemplaire.
Le cachet premier jour reproduisant la signature est disponible à Vancouver.
Le retrait a lieu le 22 juin 2008. Le tirage est de quatre millions de timbres de feuille et de 400 000 blocs.

### Coupe du Monde U-20 de la FIFA, Canada 2007
Le 26 juin, est émis un timbre de 52 cents pour annoncer la tenue de Canada 2007, Coupe du monde de football des moins de 20 ans (U-20) de la FIFA, entre le 30 juin et le 22 juillet 2007. Au-dessus d'une large bande reproduisant une photographie en gros plan d'une pelouse et d'une bande rouge portant le nom en anglais  (FIFA U-20 World Cup) et en français de la compétition, le ballon officiel rouge et blanc est présent à droite. Sur la gauche, jouent cinq joueurs de l'équipe du Canada.
Le timbre de 5,6 × 3,05 cm est créée par Debbie Addams à partir de photographies de Dale MacMillan. Il est imprimé en lithographie par la Canadian Bank Note Company en feuille de seize.
Le cachet premier jour représentant un but de football (appelé soccer au Canada) est disponible à Toronto.
Les trois millions de timbres imprimés sont vendus jusqu'au retrait du 25 juin 2008.

### Artistes canadiens de la chanson
Le 29 juin, sont émis quatre timbres de 0,52 CAD en hommage à des chanteurs canadiens : Paul Anka, Gordon Lightfoot, Anne Murray et Joni Mitchell. Leurs portraits photographiques imprimés en couleurs brun-gris sont mis en page entourés de couleurs vives.
Elle est la seconde émission de timbres du Canada à représenter des personnalités vivantes, après Oscar Peterson en 2005. Tous sont décorés de l'Ordre du Canada.
La série de timbres carrés de 3,2 cm de côté est créée par l'agence Circle Design à partir de photographies. L'impression en lithographie par Lowe-Martin s'effectue en deux passages : le premier imprime une encre métallique, puis sont ajoutées les autres couleurs. Le résultat imite le reflet des disques. Les formes de conditionnement sont un bloc de quatre timbres gommés et un carnet de huit timbres autocollants formé de deux disques recoupés pour se plier et un bloc de quatre timbres. Il existe quatre couvertures de carnets différentes (une par artiste).
Le cachet premier jour est disponible à Toronto.
Le retrait a lieu le 28 juin 2008. Le tirage est de 300 000 blocs de quatre timbres gommés différents, et d'environ six millions de carnets de huit timbres autocollants.

## Juillet

### Parc national Terra-nova
Le 6 juillet, est émis un carnet de dix timbres autocollants de 52 cents pour le cinquantenaire du Parc national Terra-Nova (Terra Nova National Park), situé à l'extrémité orientale de l'île de Terre-Neuve de la province de Terre-Neuve-et-Labrador dont il fut le premier parc national, le 12 avril 1957. L'illustration est une photographie du soleil couchant sur le paysage de la baie Alexander. Au-dessus, une frise rappelle le profil du relief du parc. 
Une planche de dix timbres (appelée « bande interpanneaux unique ») est également émise comprenant cinq timbres précédents et cinq timbres « Parc national Jasper », émis le 20 juillet suivant.
La photographie de Garry Black est mise en page par Saskia van Kampen sur un timbre de 4,725 × 2,625 cm, à dentelure factice pour faciliter le décollement. Les timbres sont imprimés en lithographie par Lowe-Martin. L'illustration de la marge centrale séparant les deux colonnes du carnet est dessiné par l'illustratrice Vlasta van Kampen, mère de Saskia.
L'oblitération premier jour est disponible à Glovertown.
Le retrait a lieu le 5 juillet 2008. 

### Parc national Jasper
Le 20 juillet, est émis un carnet de dix timbres autocollants de 0,52 CAD pour le centenaire du Parc national Jasper (Jasper National Park), dans l'Alberta. À l'origine, le 14 septembre 1907, il est un parc forestier devenu parc national en 1930. L'illustration est la photographie d'un paysage du parc présentant zone humide, forêt et montagnes, et où domine les brumes et la couleur bleu clair. Au-dessus, une frise représente le profil montagneux du parc.
La photographie de Garry Black est mise en page par Saskia van Kampen sur un timbre de 4,725 × 2,625 cm, à dentelure factice pour faciliter le décollement. Les timbres sont imprimés en lithographie par Lowe-Martin. Le timbre au paysage est dessiné par l'illustratrice Vlasta van Kampen, mère de Saskia.
La photographie de Daryl Benson est mise en page par Saskia van Kampen sur un timbre de 4,725 × 2,625 cm, à dentelure factice pour faciliter le décollement. Les timbres sont imprimés en lithographie par Lowe-Martin. L'illustration de la marge centrale séparant les deux colonnes du carnet est dessiné par l'illustratrice Vlasta van Kampen, mère de Saskia.
L'enveloppe premier jour est datée de Jasper, village situé dans le parc.
Le timbre est retiré de la vente le 19 juillet 2008. 

### 100 ans de scoutisme
Le 25 juillet, est émis un carnet de huit timbres autocollants de 0,52 CAD pour le centenaire du scoutisme (100 years of scoutism). Sur un arrière-plan en gris et blanc reproduisant une fleur de lys blanche entourée de quatre photographies anciennes en bas et récentes en haut d'activités scoutes, cinq scouts effectuent une figure bras tendus.
Les photographies d'archives britanniques et canadiennes sont mises en page par Matthias Reinicke de l'agence Lime Design Inc. d'Edmonton pour réaliser un timbre carré de 3,825 cm de côté et un carnet illustré. Imprimés en lithographie par Lowe-Martin, les timbres sont dotés d'une dentelure ondulée pour faciliter le décollement.
Le cachet premier jour est daté du camp scout de Tamaracouta, au Québec, le plus ancien camp scout toujours en activité dans le monde.
Le timbre est retiré de la vente le 24 juillet 2007.

### Membertou
Le 26 juillet, quatrième des cinq timbres annuels prévus pour commémorer l'arrivée des Français au Canada, est émis un timbre de 52 cents à l'effigie du grand chef des Micmacs Henri Membertou (Mawpiltu). qui aida les premiers colons français de l'Habitation de Port-Royal au début du XVIIe siècle. En 1607, au départ des Français, Membertou s'occupa de l'Habitation qu'ils retrouvèrent en 1610. À la droite du portrait, est un camp et un canoë micmac.
Le projet de timbre est assuré par l'agence Fugazi de Montréal. Le portrait de Membertou est réalisé à partir des descriptions écrites existantes et compilées par l'historien Francis Back. Il est dessiné par Suzanne Duranceau et gravé par Jorge Peral. Le timbre dentelé de 3,9 × 4 cm est imprimé en taille-douce en feuille de seize par la Canadian Bank Note Company.
Le cachet premier jour est daté de St. Peter's, en Nouvelle-Écosse, province où se situe actuellement le site de l'Habitation, à Annapolis Royal.
Le tirage de trois millions de timbres est vendu jusqu'au 25 juillet 2008.

## Septembre

### Barreaux de l'Alberta et de la Saskatchewan
Le 13 septembre, sont émis deux timbres de 52 cents pour le centenaire des barreaux des provinces de l'Alberta (Law Society of Alberta, LSA) et de la Saskatchewan (Law Society of Saskatchewan, LSS), toutes deux créées en 1907. Le premier timbre pour l'association des avocats de l'Alberta est illustré de la photographie d'une pile de livres dont les titres sont la légende du timbre. James Muir, dont la photographie est posée sur la table avec ces ouvrages et le marteau d'un juge, fut le fondateur de la LSA. Le timbre pour la LSS reproduit la photographie de groupe des neuf juristes fondateurs de l'association saskatchewanaise et un extrait du registre de signature des membres adhérents.
Le timbre du centenaire de la LSA est une création de Xerxes Irani de Nonfiction Studios, avec l'aide d'une photographie de Muir conservée par The Legal Archives Society of Alberta. Mesurant 4 × 2,3 cm, il est imprimé en lithographie en feuille de seize par Lowe-Martin. Celui du centenaire de la LSS est mis en page par Catherine Bradbury de l'agence Bradbury Branding Design à partir de documents conservés aux Archives Glenbow (cotes NA4153-1 et NA-354-21). De 4,2 × 2,95 cm de dimenstion, il est imprimé en lithographie en feuille de huit par la Canadian Bank Note Company.
le retrait de la vente a lieu le 12 septembre 2008. Chaque timbre est tiré à deux millions d'exemplaires.

## Octobre

### Espèces en voie de disparition
Le 1er octobre, dans une série prévue de 2006 à 2008, sont émis quatre timbres de 0,52 CAD sur des espèces en voie de disparition (endangered species). Après les espèces terrestres du Canada en 2006, quatre espèces marines sont présentées : la baleine noire ou baleine franche de l'Atlantique Nord (Eubalaena glacialis), l'esturgeon blanc (Acipenser transmontanus) des bassins occidentaux d'Amérique du Nord, la rainette grillon (Acris crepitans ; une grenouille) et la tortue luth (Dermochelys coriacea).
Les timbres de 5,05 × 2,7 cm sont conçus par David Sacha et Karen Satok de l'agence Sputnik Design Partners à l'aide d'illustrations de Doug Martin d'i2iart. Ils sont imprimés en lithographie par Lowe-Martin. La vente s'effectue sous deux formes : un carnet de huit timbres autocollants (deux de chaque espèce) et un bloc de quatre exemplaires gommés et dentelés 13.
L'oblitération premier jour est disponible à Halifax, en Nouvelle-Écosse.
La vente a lieu jusqu'au 30 septembre 2008.

### Insectes utiles
Le 12 octobre, sont émis cinq timbres d'usage courant de faibles valeurs faciales illustrés chacun par un insecte utile du jardin (beneficial insects), représenté sur une herbe ou une plante, dans un cadre noir. Pour leur rôle pollinisateur, anti-parasitaire et nettoyeur de l'espace entretenu par l'être humain, ont été choisis : la coccinelle convergente (Hippodamia convergens) sur le 1 cent, la chrysope aux yeux d'or (Chrysopa oculata) sur le 3 cents, le bourdon polaire (Bombus polaris) des régions arctiques sur le 5 cents, l'æschne du Canada (Aeshna canadensis ; une libellule) sur le 10 cents, et la saturnie cécropia (Hyalophora cecropia ; un papillon) sur le 30 cents.
Les timbres de 2 × 2,4 cm et dentelés 13 sont dessinés par Keith Martin. L'impression en lithographie est effectuée par la Canadian Banknotes Company en feuille de cinquante timbres. Un bloc de cinq de chacun des timbres est également disponible.
L'oblitération premier jour a lieu à Beeton en Ontario.
La série est vendue jusqu'au 11 octobre 2008.

## Novembre

### Noël: espoir, joie et paix
Le 1er novembre, sont émis trois carnets de six timbres de Noël autocollants, un pour chacun des types créés. Les dessins sont trois symboles en rapport avec cette fête chrétienne : « espoir » avec la scène de la Nativité de Jésus avec les silhouettes des rois mages à l'arrière-plan ; « joie » avec un ange annonçant la bonne nouvelle avec une corne dans le ciel d'un village enneigé ; et « paix » avec une colombe portant une branche d'olivier. Ces trois timbres portent respectivement les tarifs « permanents » pour la lettre intérieure (« Espoir »), 93 cents (« Joie ») et 1,55 dollar (« Paix »).
Chaque type est créé par un artiste et avec une technique différente : Stephanie Carter en imitant sur ordinateur le rendu de la gravure sur bois pour « Espoir », Steve Hepburn en combinant trois peintures à l'huile pour « Joie », et Jonathan Milne avec une sculpture en papier découpé pour « Paix ». Le travail de création est coordonné par l'agence Tandem Design de Richmond, en Colombie-Britannique. L'impression en lithographie par Lowe-Martin créée des carnets de six timbres autocollants à dentelure ondulée sur les quatre côtés.
Les trois cachets premier jour sont disponibles dans trois villes aux noms évocateurs des trois sentiments (en anglais ou en français) : Hope en Colombie-Britannique, Ange-Gardien au Québec et Peace River dans l'Alberta
Les carnets sont vendus jusqu'au 31 octobre 2008.

### Noël: renne
Le 1er novembre, sont émis un carnet de douze timbres de Noël au tarif « Permanent » (« P » dans une feuille d'érable) pour la lettre au régime intérieur et représentant un renne prenant son envol sur un fond coloré et métallique de collines et de flocons de neige holographiques.
Le timbre autocollant carré de 2,4 cm de côté est dessiné par Hélène L'Heureux. Dentelé sur les côtés supérieur et inférieur, il est imprimé en lithographie avec un estampage holographique par Lowe-Martin en carnet de douze.
L'oblitération premier jour est disponible à Tuktoyaktuk, dans les Territoires du Nord-Ouest.
Le carnet est vendu jusqu'au 31 décembre 2009.

## Décembre
Le 27 décembre 2007, pour la seconde fois depuis leur introduction en 2006, plusieurs timbres sont émis sous la marque commerciale de « Permanents ». Leur valeur d'usage, représenté par un « P » blanc inscrit dans une feuille d'érable rouge, est garantie pour l'affranchissement au régime d'intérieur d'une lettre de moins de 30 grammes.
La valeur faciale des timbres Fleurs tient compte de l'augmentation des tarifs prévus le 14 janvier 2008.

### Drapeau et phares
Le 27 décembre, est émis un carnet de dix timbres, utilisant deux exemplaires de cinq types différents, reproduisant chacun la photographie d'un phares. Un drapeau du Canada flotte en haut à gauche de l'illustration. Les phares choisis sont, par ordre alphabétique de province, sont ceux :
- de la pointe Pachena sur l'île de Vancouver en Colombie-Britannique,
- de Warren Landing sur le fleuve Nelson au Manitoba,
- de l'île de Sambro qui veille l'entrée du port d'Halifax, en Nouvelle-Écosse,
- de la pointe Clark au bord du lac Huron en Ontario,
- du Cap-des-Rosiers à l'est de la Gaspésie au Québec.

Les photographies sont choisies et mises en page par l'agence Gottschalk+Ash International pour créer des timbres de 2,025 × 2,325 cm imprimés en lithographie par la Compagnie canadienne des billets de banque. Autocollants, les timbres sont dotés d'une dentelure simulée sur les quatre côtés.
L'oblitération premier jour est disponible à Sambro, en Nouvelle-Écosse.
Le carnet est retiré de la vente le 26 décembre 2008.
Cependant, en janvier 2008, Iain Colquhoun, ancien gardien du phare de la pointe Pachena, signale que l'image du phare est l'inverse de la réalité : la maison du gardien se situe à droite du phare lorsqu'un observateur regarde vers la mer. Rapidement, l'agence First Light Associated Photographers rétablit la photographie de David Nunuk, inversée lors du scan nécessaire à la mise en ligne sur le site de l'agence. Postes Canada annonce la correction du timbre : pour conserver le drapeau à gauche, la maison est remplacée par le chemin existant à gauche du phare. Les carnets de dix exemplaires (dont deux timbres corrigés) seront réémis en juin 2008, une fois le tirage initial épuisé (environ 400 000 carnets). L'émission des carnets de trente est reportée le temps de la correction de l'image. Le coût des modifications est de dix mille dollars canadiens pour Postes Canada.

### Élisabeth II
Le 27 décembre, est émis un carnet de dix timbres « permanent » à l'effigie d'Élisabeth II, reine du Canada. Souriante, la souveraine est vêtue de bleu, sa veste à la collerette est décorée de fleurs. L'arrière-plan orange en bas et bleu en haut est décrit par l'illustratrice Doreen Colonello comme « un arrière-plan abstrait aux couleurs neutres qui rehausse et reprend subtilement la couleur du chapeau à plumes et de la jolie collerette de la Reine. »
La photographie de l'agence Headlight, fournie par le ministère du Patrimoine canadien, est prise à Saskatoon lors de la visite royale de 2005. Elle est mise en page par Doreen Colonello de l'agence Gottschalk+Ash International sur un timbre de 2,025 × 2,325 cm imprimé en lithographie par la Compagnie canadienne des billets de banque en carnet de dix exemplaires autocollants à dentelure ondulée sur quatre côtés.
Le cachet premier jour est disponible à Bjorkdale, en Saskatchewan, localité où des élèves avaient financé leur voyage pour voir la reine en 2005, en fabriquant une courtepointe illustrée du monogramme royal.

### Fleurs
Le 27 décembre, sont émis quatre timbres d'usage courant dans la série Fleurs et représentant, sur fond blanc, une orchidée hybride canadienne : Odontioda Island Red sur le timbre « permanent », Potinara Janet Elizabeth « Fire Dancer » sur le 96 cents, Laeliocattleya Memoria Evelyn Light sur le 1,15 dollar, et Masdevallia Kaleidoscope « Conni » sur le 1,60 dollar.
Les dessins sont signés Sigmond Pifko et sont mis en page par Monique Dufour et Sophie Lafortune. Les timbres de 2,4 × 2 cm sont imprimés en lithographie par Lowe-Martin. Ils sont distribués sous deux formes principales : en carnet de six exemplaires autocollants à bords droits pour les 0,96, 1,15 et 1,60 CAD ; et en rouleau de timbres autocollants à dentelure simulée sur les côtés supérieurs et inférieurs, à raison de cent exemplaires pour le timbre « permanent » et cinquante pour les trois autres valeurs.
Les quatre timbres dentelés par perforation se-tenant sont également émis en un bloc-feuillet gommé.
Le cachet premier jour est disponible à Bloomfield, dans l'Île-du-Prince-Édouard.
Ces timbres sont en vente jusqu'au 26 décembre 2008. 320 000 blocs sont tirés.

### Sources
- La presse philatélique française, notamment leurs pages « Nouveautés ».
- Partie « Collection » du site de Postes Canada.